# NGC 7469
NGC 7469 est une galaxie spirale intermédiaire (barrée ?) située dans la constellation de Pégase. Sa vitesse par rapport au fond diffus cosmologique est de 4 506 ± 26 km/s, ce qui correspond à une distance de Hubble de 66,5 ± 4,7 Mpc (∼217 millions d'al). NGC 7469 a été découverte par l'astronome germano-britannique William Herschel en 1784.

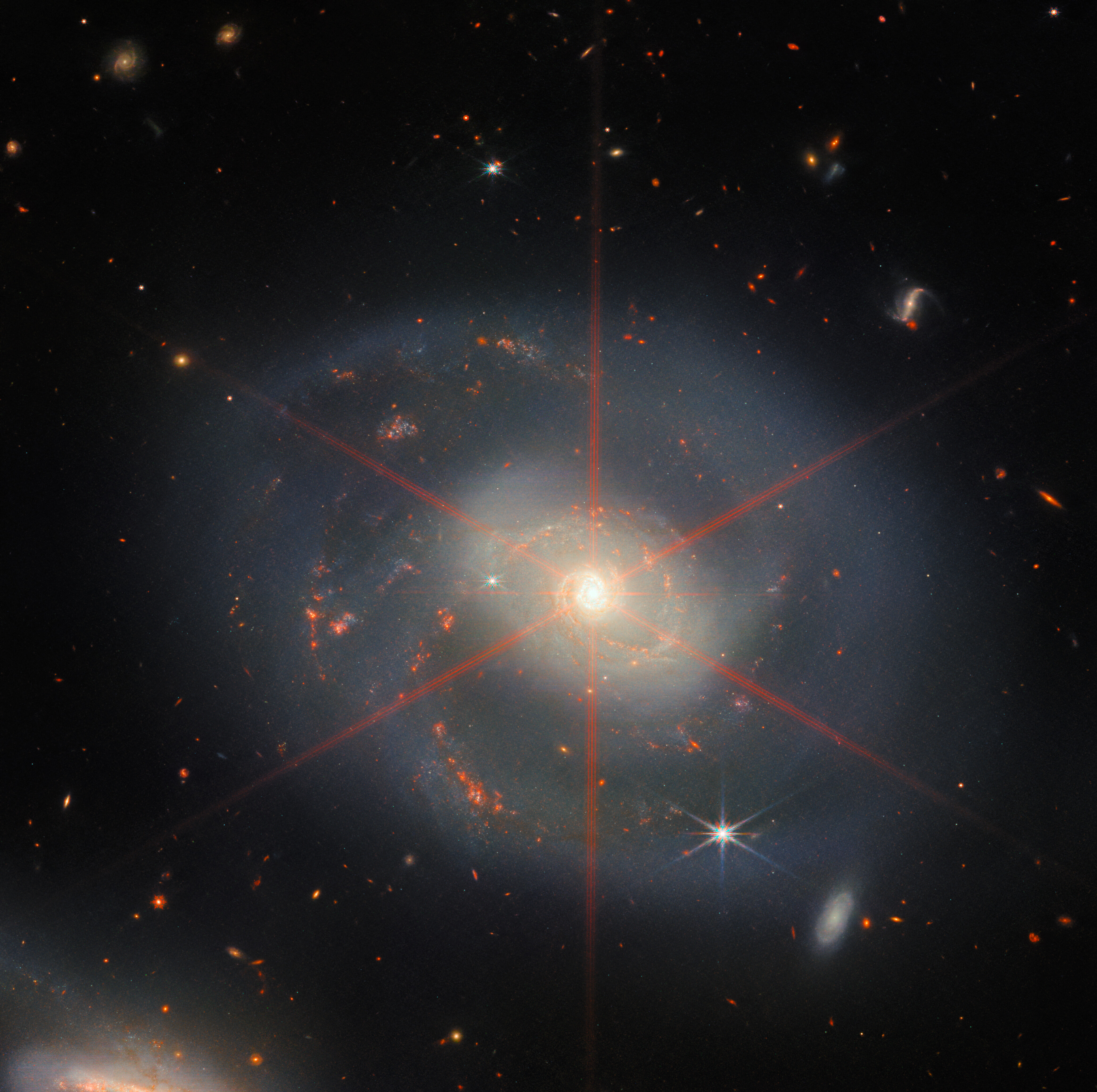
La galaxie spirale intermédiaire NGC 7469 par le télescope spatial James Webb.
Le noyau brillant de la galaxie a causé des aigrettes de diffraction, artefact caractéristique du télescope James Webb.

La classe de luminosité de NGC 7469 est I et elle présente une large raie HI. Elle est une galaxie active de type Seyfert 1.
Les avis diffèrent sur la classification de NGC 7469. Selon la base de données HyperLeda et Wolfgang Steinicke,, il s'agit d'une galaxie spirale barrée, mais on ne voit aucune barre sur l'image du télescope spatial James Webb.
La classe de luminosité de NGC 7469 est I et elle présente une large raie HI. Elle est une galaxie active de type Seyfert 1,.
À ce jour, 16 mesures non basées sur le décalage vers le rouge (redshift) donnent une distance de 59,756 ± 19,463 Mpc (∼195 millions d'al), ce qui est à l'intérieur des valeurs de la distance de Hubble en raison de incertitude élevée de l'échantillon. Notons que c'est avec la valeur moyenne des mesures indépendantes, lorsqu'elles existent, que la base de données NASA/IPAC calcule le diamètre d'une galaxie et qu'en conséquence le diamètre de NGC 7469 pourrait être d'environ 48,5 kpc (∼158 000 al) si on utilisait la distance de Hubble pour le calculer.

## Émission dans l'infrarouge
La luminosité de la NGC 7469 dans l'infrarouge lointain (de 40 à 400 µm) est égale à 1,26 × 1011 {\displaystyle L_{\odot }} (1011,10{\displaystyle L_{\odot }}) et sa luminosité totale dans l'infrarouge (de 8 à 1 000 µm) est de 3,16 × 1011 {\displaystyle L_{\odot }} (1011,50{\displaystyle L_{\odot }}). On peut donc qualifier NGC 7469 de galaxie lumineuse en infrarouge (LIRG)comme le souligne la base de données NASA/IPAC.
Dans la  bande K infrarouge, NGC 7469 présente une petite barre centrale d'environ 3 secondes d'arc dont l'ellipticité maximale est de 0,27. L'angle de position de celle-ci est de 86°.

## Groupe de NGC 7515
NGC 7469 est un membre du groupe de NGC 7515. Selon Levy et ses collègues, il s'agit d'un groupe d'avant plan de l'amas de Pégasus I en compagnie de 16 autres galaxies. Ces galaxies sont NGC 7495, NGC 7511, NGC 7515, NGC 7529, NGC 7535, NGC 7536, NGC 7570, NGC 7580, NGC 7591, IC  5283, IC  5292, UGC 12370, UGC 12423, UGC 12426, UGC 12547 et UGC 12555.
Certaines des galaxies mentionnées par Levy et ses collègues sont aussi mentionnées par A.M. Garcia dans un article publié en 1993, soit NGC 7515, NGC 7535, NGC 7536, NGC 7570 et NGC 7580. À ces cinq galaxies, Garcia ajoute les galaxies NGC 7563, UGC 12388, UGC 12403 et MCG 2-59-2. Elles sont dans la même région du ciel et à des distances semblables que les 16 galaxies retenues par Levy. Si l'on ajoute ces quatre dernières galaxies au groupe de NGC 7515, on obtient un total de 20 membres.

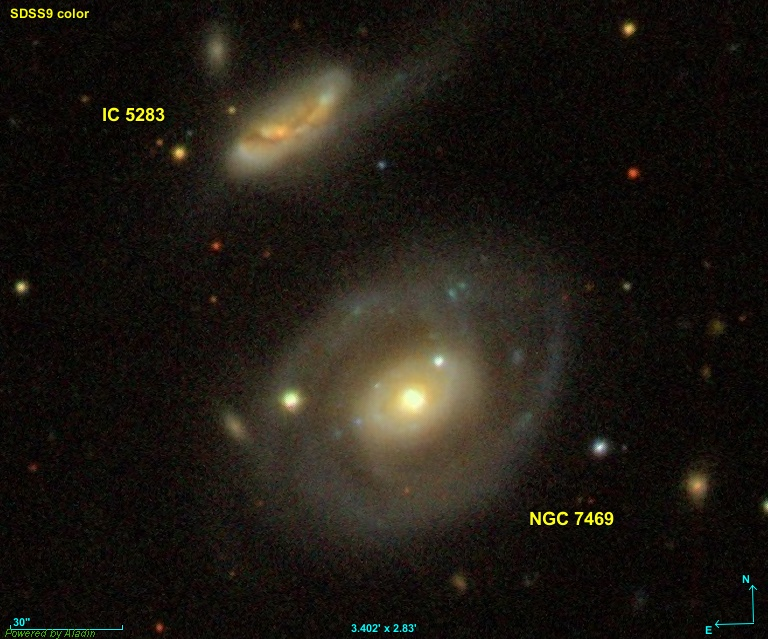
Les deux galaxies de la paire Arp 298.

NGC 7469 forme une paire de galaxies en interaction gravitationnelle avec sa voisine IC 5283. La paire figure dans l'atlas des galaxies particulières d'Halton Arp sous la cote Arp 298. NGC 7469 figure également dans le catalogue de galaxies de Markarian sous la cote Mrk 1514.
Arp souligne qu'il y a des régions ponctuelles d'absorption dans la galaxie et qu'il exite un bras spiral apparent du côté sud dont la direction est vers le centre de la galaxie.

## Une galaxie active
NGC 7469 est principalement connue pour son noyau galactique actif, l'un des mieux étudiés à ce jour. L'activité des galaxies, comme celles de type Seyfert, est due au trou noir supermassif qu'elles abritent en leur centre qui aspire activement la matière (gaz et poussière) tombant vers lui, sous la forme d'un disque d'accrétion. Cette matière, entrainée et échauffée par le trou noir, dégage alors une quantité phénoménale d'énergie (souvent sous forme de lumière).
Dès 1943, NGC 7469 était déjà connue pour présenter de larges raies d'émission au sein de son noyau, étudié alors par l'astronome américain Carl Keenan Seyfert.

### Trou noir supermassif
Selon les auteurs d'un article publié en 2002, la masse du trou noir central de NGC 7649 est de 6,92 x 106{\displaystyle M_{\odot }} (106,84{\displaystyle M_{\odot }}).
Selon une autre étude plus récente 2018, la masse du trou noir supermassif niché au centre de NGC 7469 est estimée, selon une étude publiée en 2018, à environ 3 x 106 M☉. Le trou noir est entouré d'un tore de poussière situé à une distance de 65 à 87 jours-lumière, sur la base des temps de latence de la bande K.
Selon une étude publié en 2015, la masse du trou noir central de NGC 7469 est de 107,54+0,17
−0,22   ce qui correspond à  3,47 +1,66
-1,38*107{\displaystyle M_{\odot }}.

### Impact sur l'environnement proche
Les observations du centre galactique de NGC 7469 par le télescope spatial James Webb ont permis de constater que l'activité intense au centre de ce dernier laisse une empreinte notable sur son environnement immédiat en élevant la température du gaz moléculaire chaud, en provoquant un écoulement de gaz ionisé à des échelles inférieures au kiloparsec et en détruisant sélectivement des petits grains de poussière. De plus, le gaz atomique hautement ionisé et diffus semble sortir du noyau à environ 6,4 millions km/h, faisant partie d’un « vent galactique ».
Ces effets ont néanmoins relativement peu d’impact sur le milieu circumnucléaire froid ou sur sa capacité à former de nouvelles étoiles.

## Autres particularités

### Variations du spectre optique
NGC 7469 a fait l'étude d'une surveillance sur une période d'environ 20 ans (de 1996 à 2015) dans le domaine de son spectre optique. Les résultats, publiés en 2017, concluent à une variation du spectre ayant atteint une activité maximale vers 1998. La variabilité du continuum et des raies semble aussi présenter deux périodes d'environ 1 200 et 2 600 jours. En plus de ces périodes, il existe plusieurs événements de type « éruption » à court terme (1 à 5 jours) dans les courbes de lumière.

### Un disque entourant le noyau
Dès 2010 et grâce aux observations du télescope spatial Hubble, on a détecté autour du noyau de NGC 7049 un disque de formation d'étoiles. La taille de son demi-grand axe est estimée à environ 700 pc (∼2 280 al).
Des études plus récentes ont montré que le cœur actif de NGC 7469 est entouré d'un anneau de formation stellaire intense, constitué d'amas d'étoiles jeunes et massives, d'un rayon égale à environ 1500 années-lumière.

## Supernova
Deux supernovas ont été observées dans NGC 7469 : SN 2000 ft (RSN J230315+0852.4) et SN 2008ec.

### SN 2000ft
Cette supernova a été découverte le 27 octobre 2000 par L. Colina et al.; et fut la première supernova radio (RSN) à avoir été détectée dans la région proche immédiate du centre d'une galaxie active et lumineuse en infrarouge. La distance s'éparant SN 2000 ft et le centre de sa galaxie hôte est estimée à environ 600 pc (∼1 960 al). Le type spectrale de la supernova n'a pu être cependant déterminé.

### SN 2008ec
Cette supernova a été découverte le 14 juillet 2008 par J. Rex, W. Li et A. V. Filippenko de l'université de Californie à Berkeley, dans le cadre du programme LOSS (Lick Observatory Supernova Search) de l'observatoire Lick. D'une magnitude apparente de 17,6 au moment de sa découverte, elle était de type Ia.

## Groupe de NGC 7515
NGC 7469 est un membre du groupe de NGC 7515. Selon Levy et ses collègues, il s'agit d'un groupe d'arrière plan de l'amas de Pégasus I en compagnie de 16 autres galaxies. Ces galaxies sont NGC 7495, NGC 7511, NGC 7515, NGC 7529, NGC 7535, NGC 7536, NGC 7570, NGC 7580, NGC 7591, IC  5283, IC  5292, UGC 12370, UGC 12423, UGC 12426, UGC 12547 et UGC 12555.
Certaines des galaxies mentionnées par Levy et ses collègues sont aussi mentionnées par A.M. Garcia dans un article publié en 1993, soit NGC 7515, NGC 7535, NGC 7536, NGC 7570 et NGC 7580. À ces cinq galaxies, Garcia ajoute les galaxies NGC 7563, UGC 12388, UGC 12403 et MCG 2-59-2. Elles sont dans la même région du ciel et à des distances semblables que les 16 galaxies retenues par Levy. Si l'on ajoute ces quatre dernières galaxies au groupe de NGC 7515, on obtient un total de 21 membres.

## Galerie

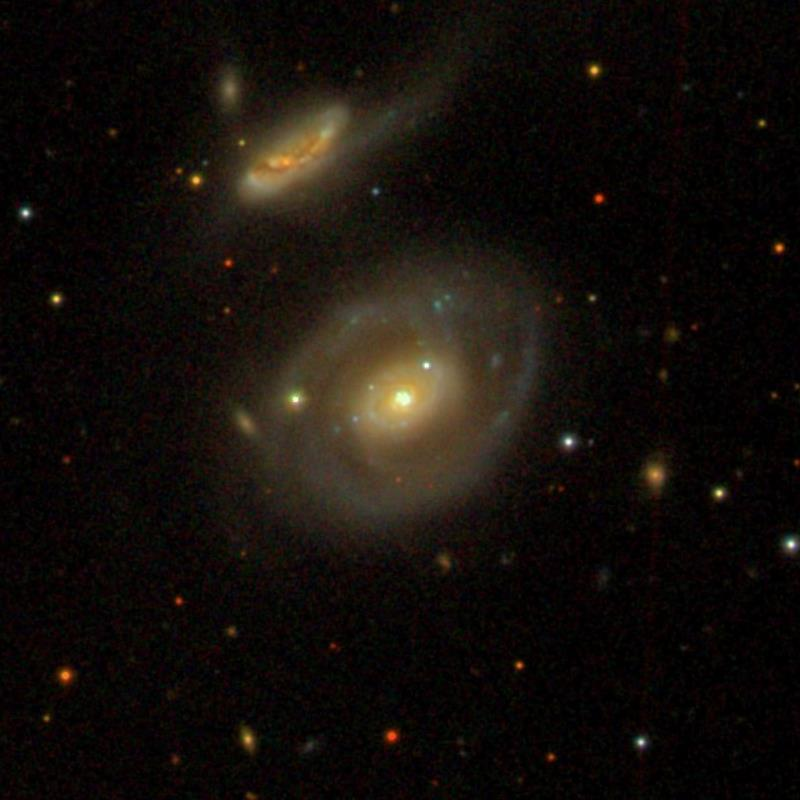
NGC 7469 par le relevé SDSS.
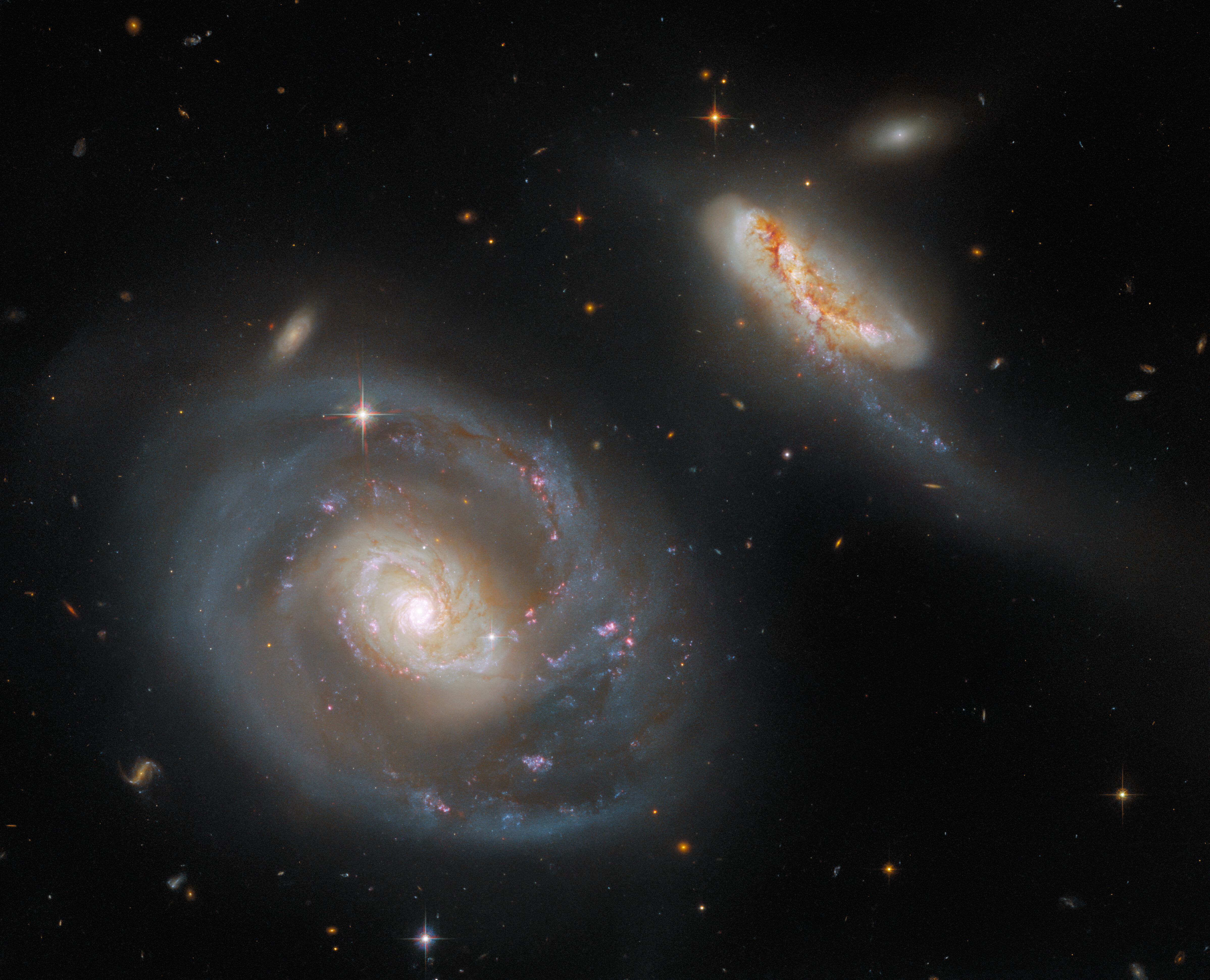
NGC 7469 et IC 5283 (en haut à droite) par le télescope spatial Hubble.
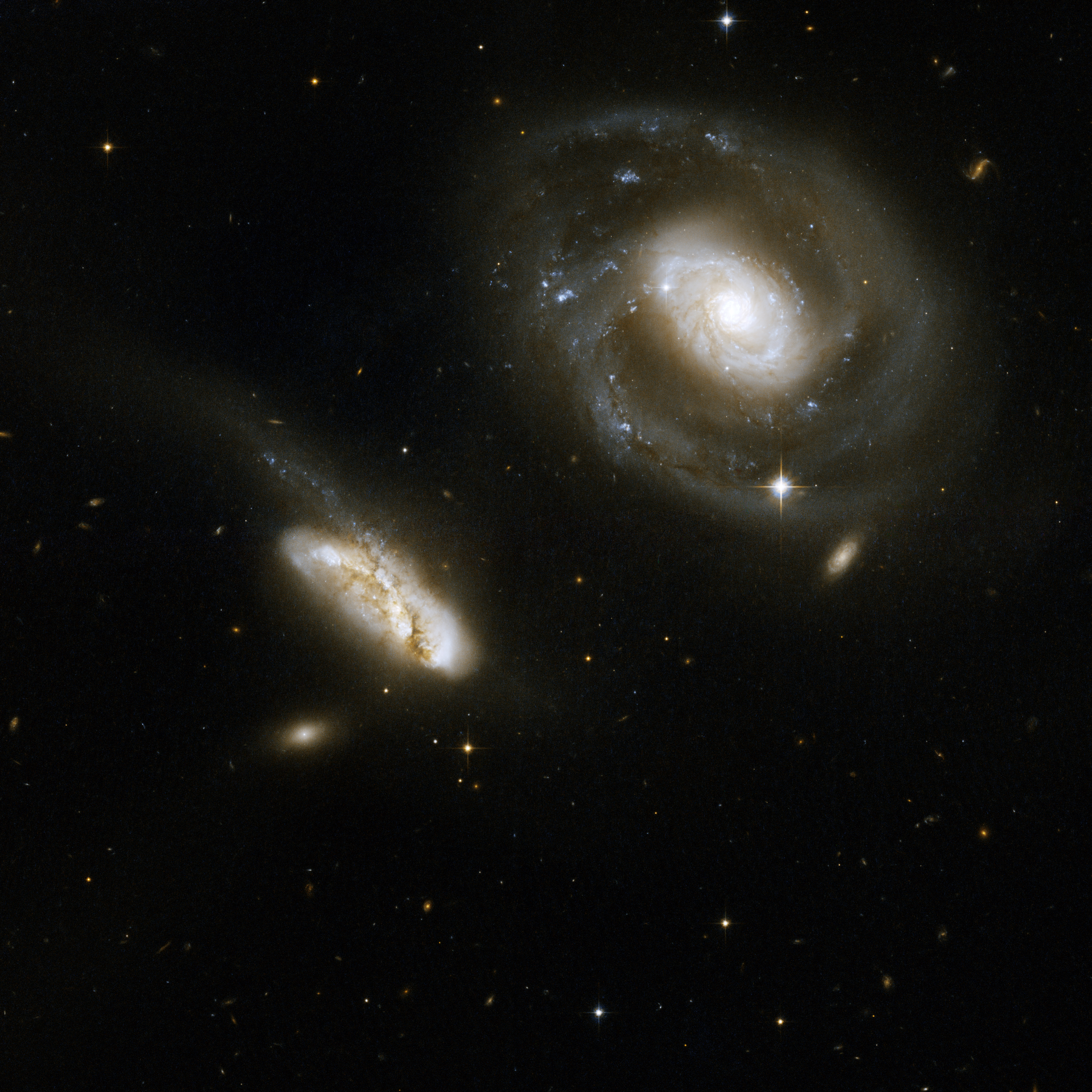
Autre version de NGC 7469 et IC 5383 par le télescope spatial Hubble.